# 石油新村街道
石油新村街道，是中华人民共和国新疆维吾尔自治区乌鲁木齐市新市区下辖的一个乡镇级行政单位。

## 行政区划
石油新村街道下辖以下地区：
石油新村社区、阿勒泰路社区、工运司社区、红庙社区、九家湾社区、商运司社区、外运司社区、九家湾路北社区、锦峰社区和锦江社区。